# اشتفان اوهر
اشتفان اوهر (اسلواکی: Štefan Uher؛ ۴ ژوئیهٔ ۱۹۳۰ – ۲۹ مارس ۱۹۹۳) کارگردان فیلم و فیلم‌نامه‌نویس اهل اسلواکی بود. وی دانش‌آموختۀ دانشکده سینما و تلویزیون آکادمی هنرهای نمایشی پراگ است. وی در سیزدهمین جشنواره بین‌المللی فیلم مسکو برندۀ مدال نقره شد.
از فیلم‌ها یا مجموعه‌های تلویزیونی که وی در آن‌ها نقش داشته‌است، می‌توان به پنلوپه اشاره نمود.